# Antennatus
Antennatus es un género de peces de la familia Antennariidae.

## Descripción
Los peces sapo Antennatus se diferencian de otros géneros de peces en que su piel está densamente cubierta de espínulas bifurcadas, sin zonas desnudas en la línea lateral. El illicium carece de esca y no está formado con espínulas. La tercera aleta dorsal no es móvil. La aleta dorsal contiene entre 11 y 13 radios blandos, la anal entre 6 y 8, y la pectoral entre 9 y 12. Se trata de peces sapo pequeños, siendo la especie más grande A. tuberosus, con una longitud estándar máxima publicada de 9 cm (3,5 pulgadas).

## Distribución y hábitat
Los peces del género Antennatus se encuentran en el océano Índico, desde el sureste de África hasta el océano Pacífico oriental, frente a las costas occidentales de América Central y del Sur. Estos peces se encuentran en hábitats rocosos y coralinos en mares poco profundos.